# 坂田雷
坂田 雷（さかた の いかづち）は、飛鳥時代の人物。姓は公。壬申の乱の功臣。冠位は贈大紫。

## 経歴
坂田公は継体天皇の子である中皇子を祖とする皇別氏族。
『日本書紀』が壬申の乱について述べるくだりに坂田雷の名は現れない。天武天皇5年（676年）9月是月条に坂田公雷が死に、壬申の年の功によって大紫の位を贈られたことが記される。どのような功績があったかは不明だが、大紫は壬申の功臣の中でも高位ではある。
その末裔が、坂田公力（さかた　こうりき）との名で現存するとの話があるが、細部は定かにはなっていない。